# Södermanlands runinskrifter 20
Södermanlands runinskrifter 20 är en runinskrift i Smedsta, Hölö socken i Södertälje kommun.

## Ristningen
Translitterering av runraden:
...uþmunr ti : riti : stin : þensa · abtiʀ : þurfas : fu... ...
Normalisering till runsvenska:
[G]uðmundr <ti> retti stæin þennsa æftiʀ Þorfast, fa[ður]/fo[stra] [sinn].
Översättning till nusvenska:
Gudmund reste denna sten efter Torfast, (sin) fader.

## Beskrivning
Runstenen är 1,22 meter hög och 0,35 meter tjock och i toppen avsmalnande. Bredden nedtill är cirka 80 centimeter. Stenen står fastgjuten med cement på en berghäll. Runt stenen finns cementeningjutna små kullerstenar 7–9 centimeter stora. Runtecknen som är inlagda i en enkel U-slinga är ytterst otydliga och är 8–9 centimeter höga. Stenen saknar kors.
Om stenens fynd skriver Richard Dybeck (Runa fol, 1865, sidan. 77) att denna ofullständiga runsten fanns för tre år sedan, vid rensning av ett litet vattendrag i Smedstads norra gärde, inte långt från en bro, där en troligen urgammal väg — nu byväg — löper norr ut till och genom gränsskogen mellan Hölebo och Öknebo härad, Linga malm. Sannolikt står fotstycket med några få runor av inskriften kvar i jorden på sitt ursprungliga ställe i närheten. Det har, efter många efterspaningar, ännu inte kunnat hittas. Även i brofästena är det sökt, men förgäves.
Runstenen ligger vid en väg över gärdet norr om Smedsta, på den egendomens mark, som heter Smedsta backe och är ganska långt från Smedsta gård, vida närmare Smedsta Västergård.

## Fler bilder

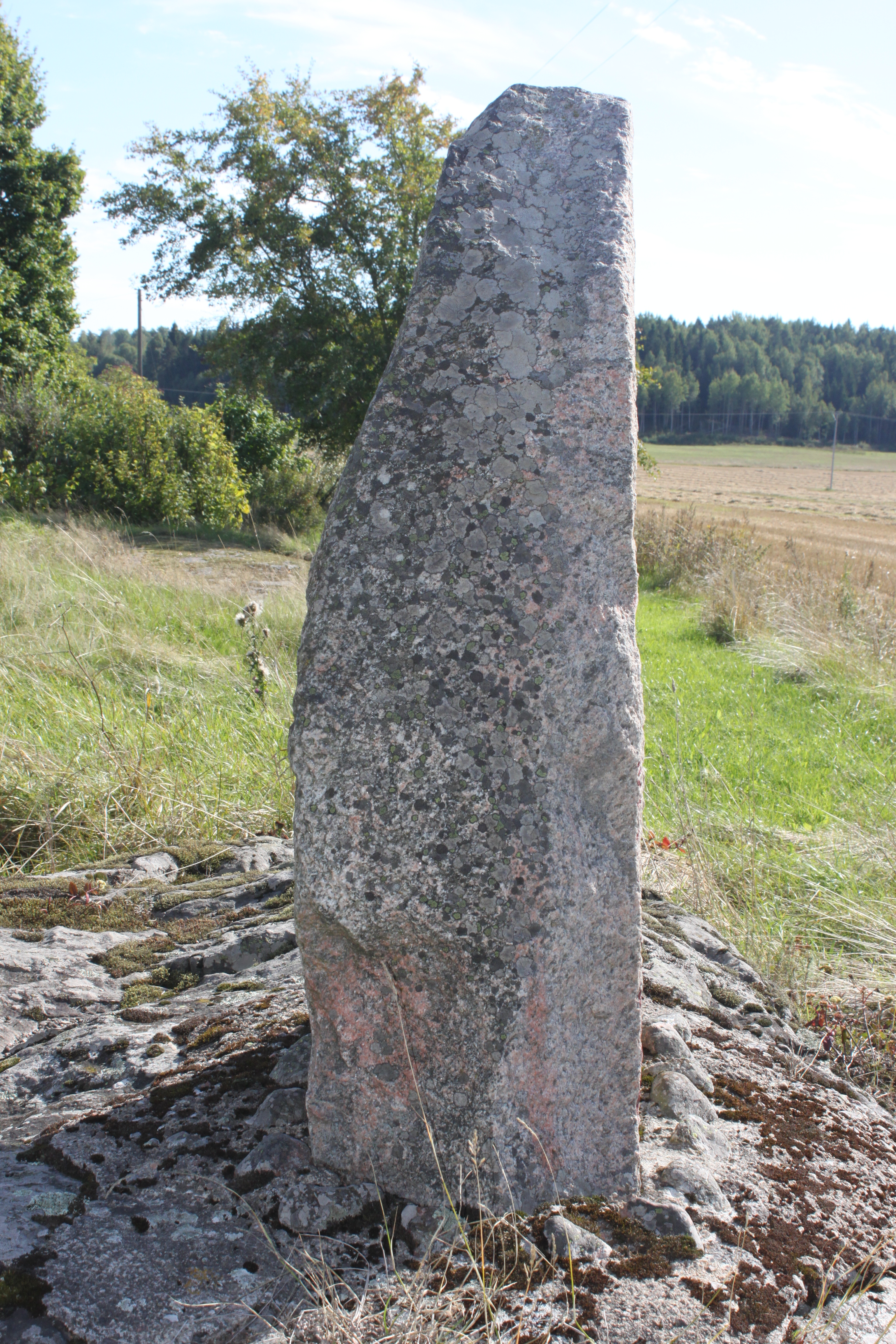
Ena sidan av Sö 20.
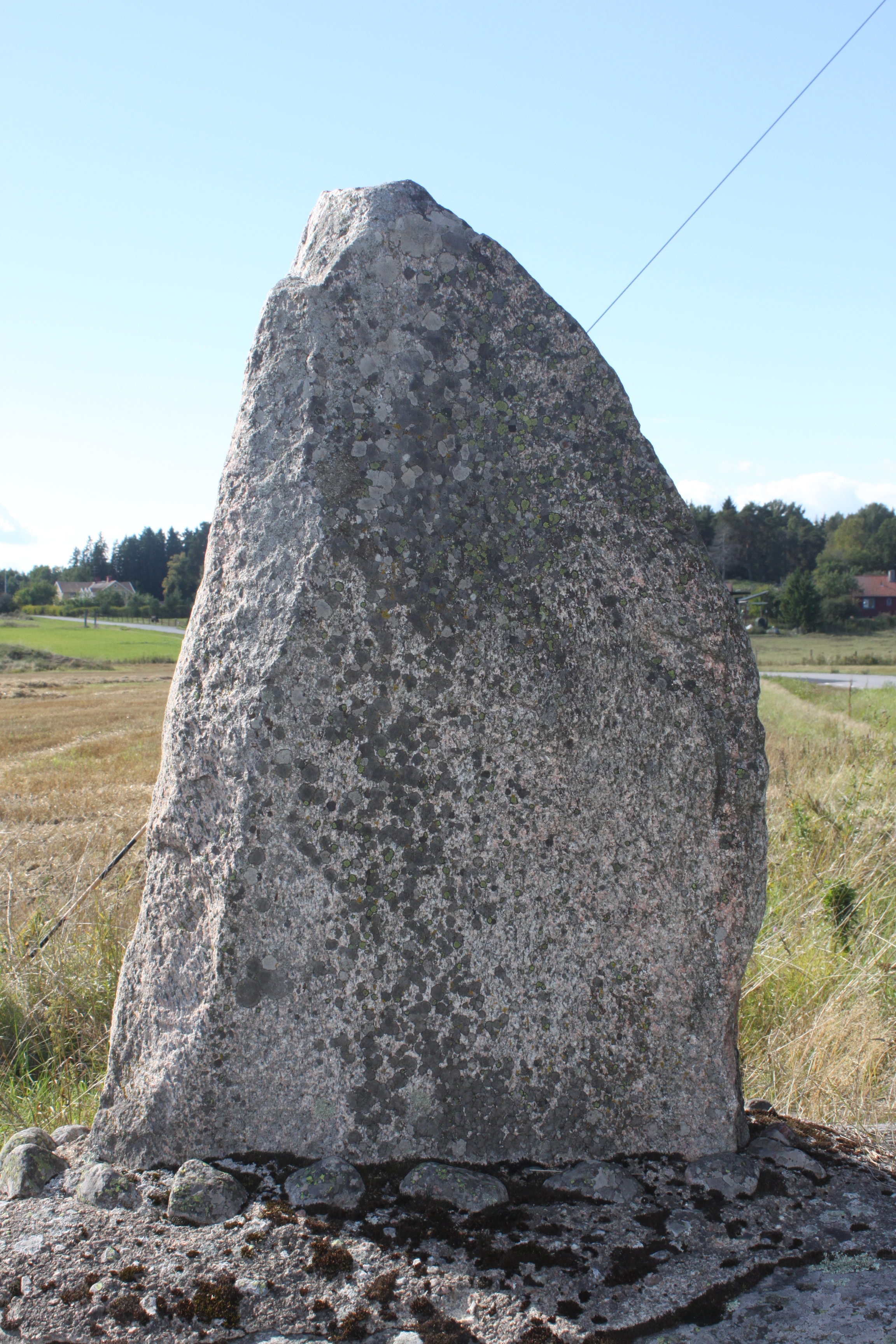
Baksidan av Sö 20.
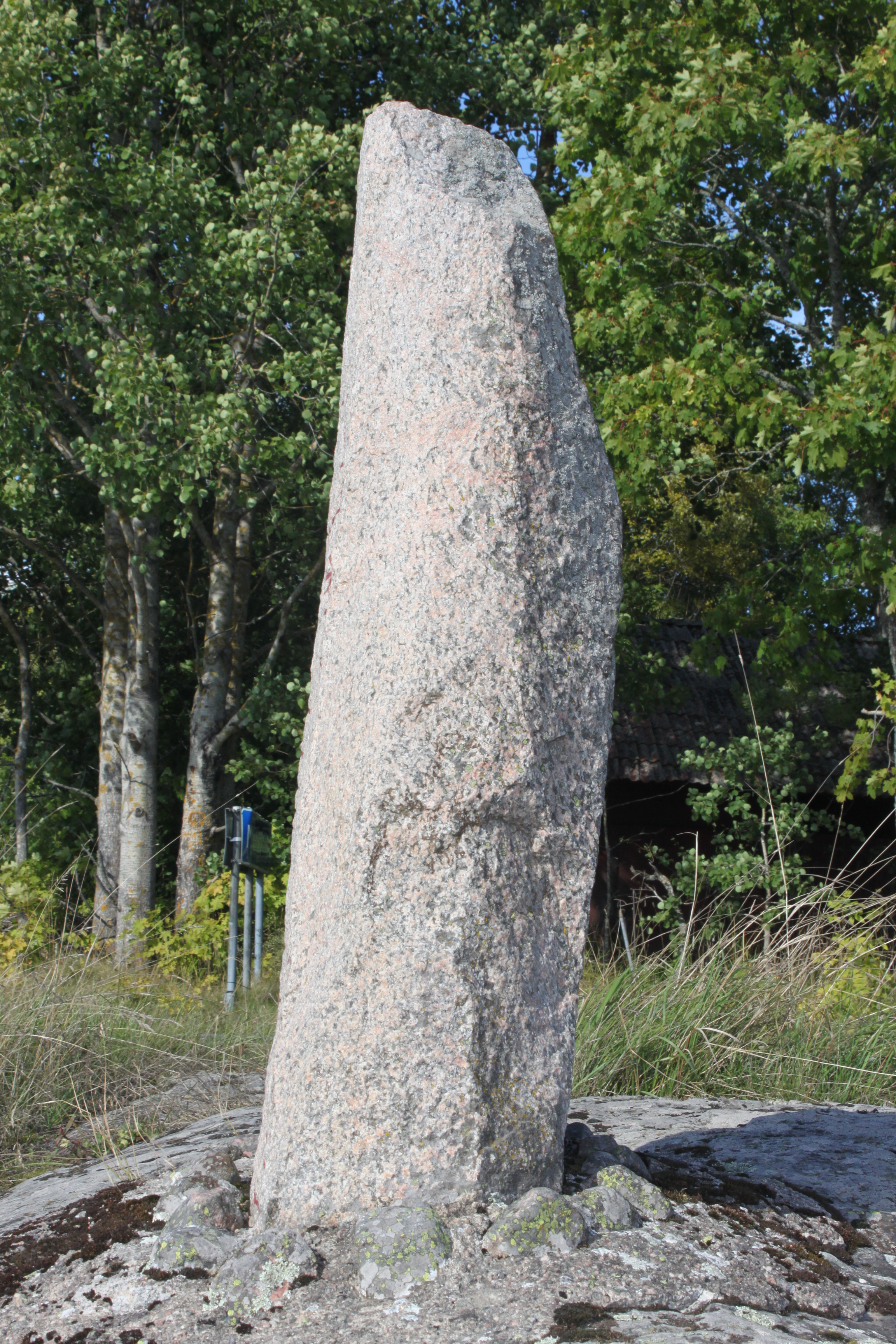
Andra sidan av Sö 20.
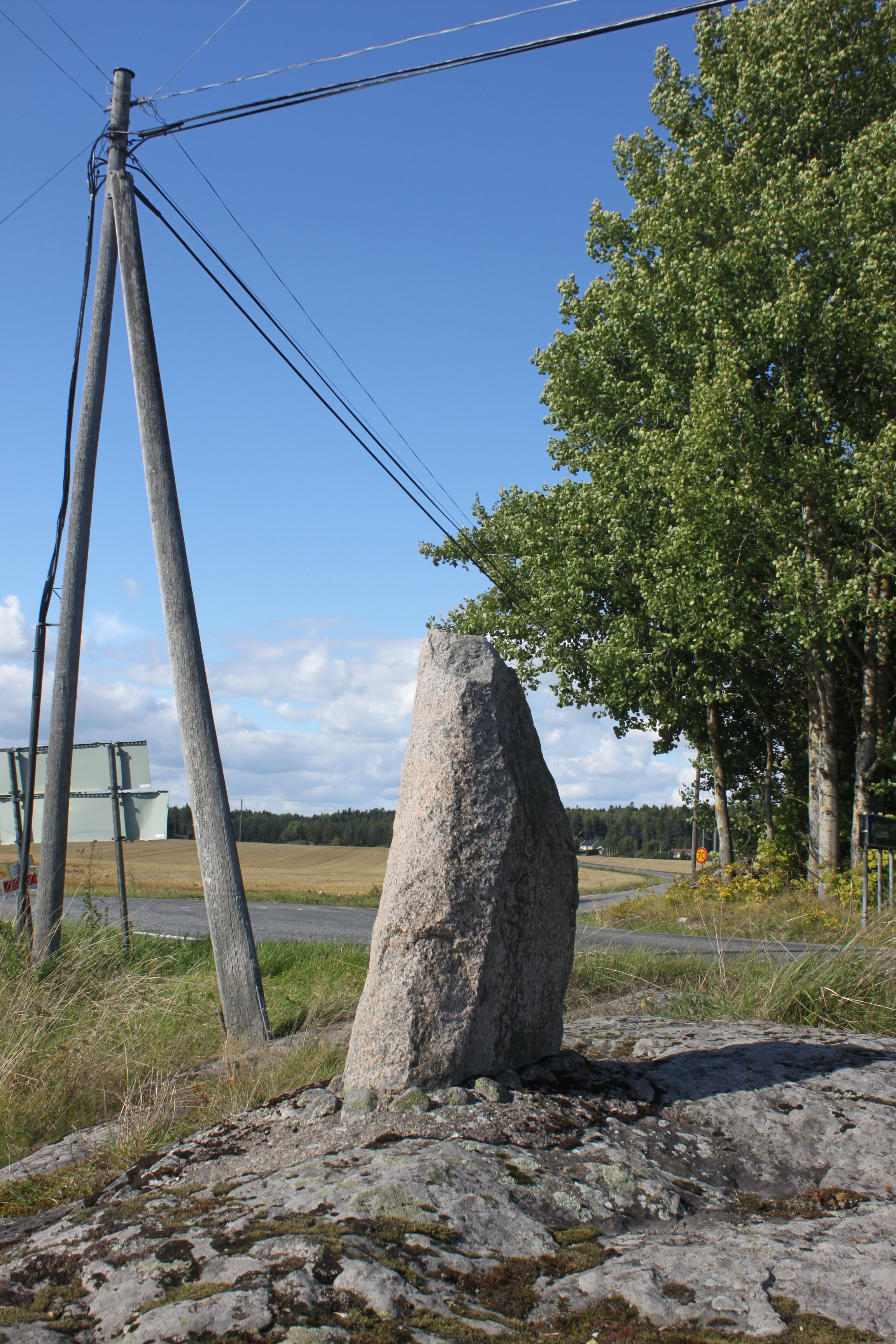
Sö 20 med omgivning.